# 学校法人武蔵野学院
学校法人武蔵野学院（がっこうほうじんむさしのがくいん）とは、東京都に本部を置く学校法人。

## 沿革
- 1912年 - 東京府日本橋に大橋幼稚園を開設（創立者高橋とき）
- 1920年 - 東京府日本橋に大橋家政女学校として発足
- 1922年 - 現在地（東京・西ヶ原）に武蔵野高等女学校を設立、大橋家政女学校を武蔵野家政女学校と改称
- 1927年 - 幼稚園開園
- 1948年 - 武蔵野中学校高等学校と改称
- 1966年 - 箱根芦ノ湖レジデンス竣工
- 1981年 - 武蔵野短期大学（幼児教育学科・女子のみ）開学
- 1983年 - 武蔵野短期大学附属幼稚園開園
- 1995年 - 北海道赤井川キロロレジデンス竣工
- 2004年 - 武蔵野学院大学（国際コミュニケーション学部）開学・男女共学化
- 2007年 - 武蔵野学院大学大学院（国際コミュニケーション研究科修士課程）開学
- 2012年 - 武蔵野学院創立百周年・創立百周年記念式典開催
- 2013年 - 北海道赤井川キロロレジデンス閉鎖（2020年売却）

## 設置校
- 武蔵野学院大学
- 武蔵野短期大学
- 武蔵野中学高等学校
- 武蔵野短期大学附属幼稚園